# 合議審
合議審（ごうぎしん、英語: collegial adjudication）とは、裁判所において3名以上の裁判官等が合議体による裁判（審理・判決など）を行うこと。
これに対し、裁判官が単独（1人だけ）で裁判（審理・判決など）を行うことを単独審と呼ぶ。

## 地方裁判所の合議体

### 合議体の構成
地方裁判所の合議体は3人の裁判官で構成される（裁判所法26条3項）。
裁判員制度による裁判においては、3人の裁判官と6名の裁判員で構成される。（裁判員法2条2項2号） ただし、公訴事実について争いがないと認められるような事件（自白事件）については、裁判官1名、裁判員4名の5名の合議体で裁判することもできる。（裁判員法2条2項3号）
裁判官の人数が少ない支部などを除くと、裁判官はおおむね3～5人程度が1つの部に配属されているが（民事第○部、刑事第○部などと番号付で呼ばれる）、その部の部総括判事と呼ばれる判事（部の事務を総括する判事）が裁判長となり、それより若手の判事又は特例判事補が右陪席（みぎばいせき）裁判官、経験5年未満の未特例判事補が左陪席（ひだりばいせき）裁判官となることが多い。右陪席・左陪席は、法廷でそれぞれ裁判長から見て右・左に座ることからの名称である。
未特例判事補は、同時に2人以上合議体に加わることができない（裁判所法27条2項）。
判決を起案する主任裁判官は、左陪席裁判官（未特例判事補）が担当することが多い。これは、判事補が将来的に判事となって単独審を行うために必要な技術を習得するための訓練とされている。
なお、部が置かれていない家庭裁判所の合議体においては、家庭裁判所所長が裁判長になる。

### 合議体で取り扱う事件
地方裁判所において、合議体で審理する事件は、以下の通りである。
- 合議体で審理・裁判をする旨の決定を合議体でした事件（裁定合議事件。裁判所法26条2項1号）
- 死刑又は無期若しくは短期1年以上の懲役若しくは禁錮に当たる罪の刑事事件。ただし強盗罪等を除く（法定合議事件。裁判所法26条2項2号）
- 簡易裁判所の判決に対する控訴事件、簡易裁判所の決定・命令に対する抗告事件（裁判所法26条2項3号）。

## 高等裁判所の合議体
高等裁判所においては、原則として全ての事件を合議体で取り扱う（裁判所法第18条第1項、例外規定が同項但し書き）。合議体は原則として3人の裁判官で構成される。ただし、内乱罪、同予備・陰謀・幇助の事件については5人の裁判官で構成する（裁判所法18条2項）。また、知的財産高等裁判所の大合議も5人で構成する。
地方裁判所の場合と同じく部総括判事（地方裁判所または家庭裁判所の所長経験者が多い）が裁判長となり、陪席判事は地方裁判所の部総括経験者がなる場合が多い。ただし、地方裁判所の部総括経験のない判事が高等裁判所の陪席判事になり、後に地方裁判所の部総括判事になる例も少なくない。そのため、高等裁判所の陪席判事と地方裁判所の部総括判事は身分的に同格と見なすこともできる。

## 最高裁判所の合議体
最高裁判所大法廷は、15人の裁判官全員で構成され、最高裁判所長官が裁判長となる。
5人の裁判官全員が対等の権限を持つ小法廷では、下級審の場合と異なり、裁判長は事件ごとに各裁判官が交代で担当する。
最高裁判所長官は裁判以外の職務が多いため小法廷の裁判に出席することは少ないが、長官が小法廷の裁判に出席する場合は長官が裁判長となる。

## 合議割れ
合議審において各裁判官の意見が分かれることを、俗に「合議割れ」と呼ぶ。下級裁判所の合議審においては評議の内容を秘密にしなければならない（裁判所法75条2項）ため、形式上は合議割れの判決を出すことは認められず、実際に合議割れがあったかどうかを担当裁判官以外の者が知ることはできない。
下級裁判所の合議審においては、過半数の意見により裁判することが法定されている（裁判所法77条1項）。3人の合議体の意見が3通りに割れた場合、数額については、中央値による（裁判所法77条2項1号。平均値ではない。1千万円、2百万円、百万円に意見が割れた場合、2百万円となる。）。刑事については、3通りの意見を被告人に不利な順に並べたときの真ん中による（裁判所法77条2項2号。懲役4年、懲役3年、無罪に意見が割れた場合、懲役3年となる。）。5人の合議体の意見が3通り以上に割れて、いずれの意見も過半数に達しない場合も同様に、真ん中を採用することになっている（裁判所法77条2項）。一般的には、陪席裁判官が裁判長の意見を尊重する形で判決が出される場合が多いとされている。
これに対し、最高裁判所においては、長官も含めて裁判官全員の立場が対等であり、最高裁判所では判決文に各裁判官の個別意見を表示できるものと定められている（裁判所法11条）ため、最高裁判所では合議割れが明示された判決が出されることがある。